# شهرستان مدونسکی
شهرستان مدونسکی (به لاتین: Medvensky District) یک شهرستان در روسیه است که در استان کورسک واقع شده‌است.